# Thomas Peszek
Thomas Peszek (Delaware, 4 de enero de 1985) es un deportista estadounidense que compitió en remo.
Ganó dos medallas en el Campeonato Mundial de Remo, en los años 2013 y 2017. Participó en los Juegos Olímpicos de Londres 2012, ocupando el octavo lugar en la prueba de dos sin timonel.

## Palmarés internacional
| Campeonato Mundial | Campeonato Mundial        | Campeonato Mundial | Campeonato Mundial |
| Año                | Lugar                     | Medalla            | Prueba             |
| ------------------ | ------------------------- | ------------------ | ------------------ |
| 2013               | Chungju (Corea del Sur)   | Medalla de bronce  | Ocho con timonel   |
| 2017               | Sarasota (Estados Unidos) | Medalla de plata   | Ocho con timonel   |